# Inger Jacobsen
Inger Johanne Jacobsen, född 3 oktober 1923 i Kristiania (nuvarande Oslo), död där 21 juli 1996, var en norsk sångare och skådespelare.
Jacobsen var från debuten 1941 och fram till mitten av 1960-talet en av de ledande norska skivartisterna. Bland hennes många framgångsrika låtar märks "Møllerens Irene" (1954), "Lørdag hele uken" (1958), parodin "Frøken Johansson og jeg" (1959) och det norska Melodi Grand Prix-bidraget "Kom sol, kom regn" (1962). Som revyskådespelare vid Chat Noir och Edderkoppen från 1948 lanserade hon populära visor som "Storgatas fisk og vilt" och "Hjula veveri".
Från 1976 gick hon helt över till skådespelaryrket, och knöts till Riksteatret, där hon utmärkte sig i många bärande roller i en varierad repertoar, bland annat i Den store barnedåpen, Det lykkelige valg, Revisorn, Geografi og kjærlighet, Piaf, Visittid och Hedda Gabler. 1995 hade hon en roll i tv-serien I de beste familier.
Jacobsen gjorde ett flertal skivinspelningar på svenska och samarbetade med Thore Skogman under 1970-talet.

## Diskografi (urval)
Album
- 1958 – Djupt in i skogen
- 1958 – Vi seiler mot lykken
- 1963 – Letters From Norway (med Jens Book-Jenssen)
- 1966 – Inger Jacobsens beste
- 1967 – Refrenget 1 (med Thore Skogman)
- 1968 – Refrenget nr. 2 (med Thore Skogman)
- 1970 – Refrenget nr. 3 (med Thore Skogman)
- 1971 – Refrenget nr. 4 (med Thore Skogman)
- 1973 – Vi er dus med hele landet (med Jens Book-Jenssen)
- 1974 – Einar Schankes gledeshus
- 1977 – Julerefrenget (med Thore Skogman)
- 1979 – Jeg har mitt hjerte i Oslo
- 1993 – Ja, vi husker
- 2006 – Diamanter
- 2007 – Refrenget - 41 sangfavoritter (med Thore Skogman)
- 2007 – Presang til mor

## Filmografi (urval)
- 1941 – Den forsvundne pølsemaker (röst)
- 1957 – Smuglere i smoking (röst)
- 1975 – Einar Schankes gledeshus
- 1984 – Lykkeland (TV-serie)